# Твиди (сайт)
«Твиди» — русскоязычный веб-портал для детей и подростков. Считается первой социальной сетью для детей в русскоязычном сегменте сети Интернет.
Портал ориентирован на детскую аудиторию в возрасте от 6 до 15 лет. На сайте дети играют в онлайн-игры, общаются, ведут дневники, ищут друзей, строят виртуальные миры.
Портал являлся крупнейшим детским ресурсом Рунета с ежемесячной аудиторией в 2,1 миллион человек (по данным на июнь 2013 года).

## Управление и финансирование
Портал является совместным проектом российской компании РосБизнесКонсалтинг и израильской компании Tweegee. РБК владеет контрольным пакетом акций проекта.
Генеральным директором и стартап-менеджером портала являлся Лысков Игорь.
После ухода из компании им стал Олег Ульянский.
Первоначальные инвестиции РБК в проект составили 6 млн долларов.
Основной источник дохода Твиди — реклама брендов, направленных на российских детей и подростков (брендирование страниц, игр, виртуальных миров, проведение спонсорских конкурсов и др.). С Твиди сотрудничали Lego, The Walt Disney Company, Nestlé, Microsoft, 20th Century Fox, PepsiCo и другие компании, выпускающие продукцию для детей.
С 2012 года Твиди начинает получать доход от продажи лицензионных товаров (в частности, игрушек с изображениями аватаров из виртуального мира Твиди).

Пользователи портала используют виртуальную валюту — «твидики». На виртуальную валюту можно, в частности, покупать одежду для героев-аватаров, строить дома, обставлять их мебелью и домашней утварью. С марта 2013 года на сайте стало возможным купить твидики за рубли.

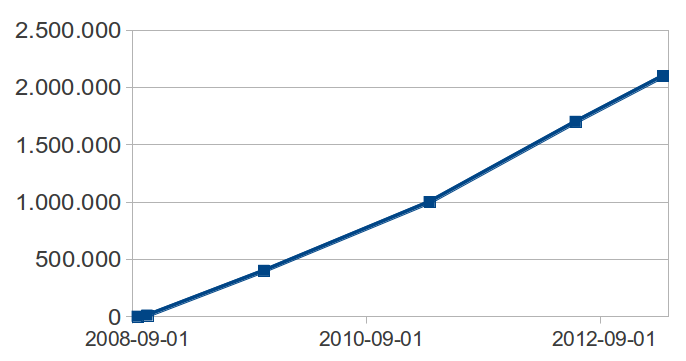
Рост количества зарегистрированных пользователей портала

## История создания
Компания «РБК Информационные Системы» (РБК) анонсировала запуск первой детской социальной сети в российском сегменте Интернета — Tvidi.ru. В разработке проекта приняла участие израильская компания Tweegee, которая ранее создала крупнейший детский портал Израиля tipo.co.il. Tvidi.ru стала второй социальной сетью в России, ориентированной на детскую аудиторию.
Сайт был разработан для детей в возрасте от 6 до 14 лет. Tvidi.ru предлагает пользователям разнообразные онлайн-игры, сервисы для поиска и общения, а также функции для хранения фото и видеоматериалов. Специально для юных пользователей были предусмотрены инструменты для создания личных сайтов. Одним из ключевых аспектов безопасности является система премодерации контента и защиты, которая обеспечивает безопасность детей при взаимодействии с сайтом. Для доступа на портал необходимо ввести уникальный восьмизначный код.

Общие инвестиции в проект составили 6 миллионов долларов.
«Россия является привлекательным рынком для детских развлекательных интернет-проектов»,

— отметил генеральный директор компании Tweegee Шай Блох.
При этом стоит отметить, что ранее в России был запущен проект Mir4you.ru, ставший первой социальной сетью для детей в стране. Однако, по мнению Михаила Гуревича, генерального директора компании «Медиа Мир» (РБК), у Tvidi.ru есть все шансы занять уникальную нишу на российском рынке детских интернет-проектов.
«Мы будем расширяться в регионы, синхронно развивая интернет-каналы по всей России», — подчеркнул он.

## Признание и достижения
3 февраля 2009 года, спустя четыре месяца после старта, портал объявил о возможности регистрации без приглашений
По состоянию на 2009 год на сайте было зарегистрировано более 390 000 пользователей, а ежедневная посещаемость составляла около 30 000 человек. В том же году проект завоевал гран-при премии Плющева.
В октябре 2009 года месячная аудитория портала составила 400 000 человек.
В декабре 2009 года портал организовал первую международную конференцию, посвященную детскому маркетингу.

## Развитие
1 апреля 2010 года портал опубликовал шуточную новость о создании российских «Сумерек», что привлекло внимание СМИ. В том же месяце на портале был открыт раздел с видеоконтентом «Кино».
В мае 2010 года был запущен новый раздел «Здрайверы», посвященный здоровому образу жизни, финансируемый компанией Вимм-Билль-Данн.
В июле 2010 года портал начал сотрудничество с международным детским каналом Cartoon Network, предоставив пользователям доступ к онлайн-конкурсам, играм, видеороликам и информации о новых шоу.
В сентябре 2010 года был запущен первый в Рунете сервис для создания комиксов.
В декабре 2010 года портал начал сотрудничество с компанией Lego Group.

## Расширение аудитории и консолидация проектов
В марте 2011 года количество зарегистрированных пользователей превысило 1 миллион.
В 2012 году портал приобрел ресурс «Дети на Куличках» — один из старейших детских сайтов Рунета. После объединения проектов доля пользователей Твиди в Рунете среди детей составила 75—80 %. К июню 2012 года число зарегистрированных пользователей превысило 1.7 миллиона.
В конце 2012 года проект вышел на операционную прибыль.

## Выход на мобильные платформы и закрытие портала
В 2013 году Tvidi.ru вышел на рынок мобильных приложений, выпустив логическую игру «Лавка колдуна» для iPad.
В феврале 2016 года сайт был временно закрыт в связи с его продажей и переездом, но в марте 2016 года был вновь открыт. Были созданы команды «активистов», состоящие из журналистов, модераторов и пользователей, которые частично выполняли функции администраторов.
В середине мая 2016 года сайт был официально закрыт по причине финансовых трудностей.

## Виртуальная валюта Твиди
Виртуальная валюта Твиди — твидики. За твидики возможна покупка инвентаря для виртуального дома, одежды и аксессуаров для аватарки, пакеты костюмов, а в 2015 появилась возможность передавать твидики.

## Меры безопасности
На сайте Tvidi.ru предусмотрены специальные механизмы безопасности и премодерации контента, призванные оградить несовершеннолетних пользователей Сети от нежелательных материалов. В частности, функции комментирования, общения, создания сайтов и набора виртуальной валюты («твидиков») доступны только после регистрации. На сайте действует полная премодерация материалов, а также механизмы отлавливания взрослых. Твиди запрещает указывать при регистрации настоящие имя и фамилию ребенка.
Борьба за безопасность детей — это существенная часть нашей работы. Мы на ранних стадиях блокируем активность педофилов. У нас усложнена регистрация для взрослых. Кроме того, технологическими средствами отслеживаем аномальную, недетскую активность пользователей. Дети себя ведут одним образом, а взрослые — по-другому. Также отслеживаем спамерскую активность. Кроме того, на сайте много средств, позволяющих блокировать опасный контент,
 — заявил Олег Ульянский.

## Разделы портала
На сайте существуют следующие разделы: онлайн-игры, виртуальные миры, форумы, конструктор комиксов, конструктор аватарки, новости, онлайн-кинотеатр, сервисы хранения фото, видео- и аудиофайлов, интернет-радиостанция.
- «Онлайн-игры»[45]. Игры разделены на категории: игры для мальчиков, игры для девочек, спортивные игры и другие.
- «Виртуальные миры»[46]. В виртуальных мирах пользователь управляет своим персонажем («кругликом»), общается с другими пользователями, играет в многопользовательские онлайн игры, в которых можно зарабатывать виртуальную валюту — твидики.
- «Форумы»[47]. Раздел для общения на различные темы (кино, музыка, игры и т. д.). Помимо обсуждения, на Форумах есть форумные игры и конкурсы, создаваемые самими пользователями .
- «Комиксы»[48]. В этом разделе пользователи создают свои комиксы из существующих элементов (супергерои, звери, транспорт и т.д), а также оценивают и комментируют их.
- «Замечатки»[49]. Новостной раздел.
- «Затеи»[50]. Раздел с фото- и видео-конкурсами. Победителей выбирают пользователи сайта или конкурсное жюри.
- «Радио Твиди». Потоковое интернет-вещание с музыкальными композициями разных жанров.

## Персонажи
Важное место в жизни в портала занимают виртуальные персонажи, которые пишут новости («замечатки») и общаются с пользователями. Они также используются в рекламных акциях портала. Персонажи имеют различные социальные роли: «модница», «хулиган», «геймер», «интеллектуал», «изобретатель» и др.